# الدوري الإيطالي 2010–11
الدوري الإيطالي الدرجة الأولى 2010/2011 (المعروف باسم دوري تي أي إم الإيطالي الدوري الدرجة الأولى لأسباب رعاية) هو الموسم التاسع والسبعين من المسابقة منذ تأسيسها. كما هو أول موسم تكون فيه اللجنة الإدارية للدوري الإيطالي الدرجة الأولى (Serie A) منفصلة عن لجنة الدرجة الثانية، بالإضافة إلى استخدام كرة جديدة في هذا الموسم وهي نايكي T90 Tracer وهي الكرة الرسمية للدوري لهذا الموسم، وهذا العام صاحب الدورى هو ميلان